# Stiefelknecht

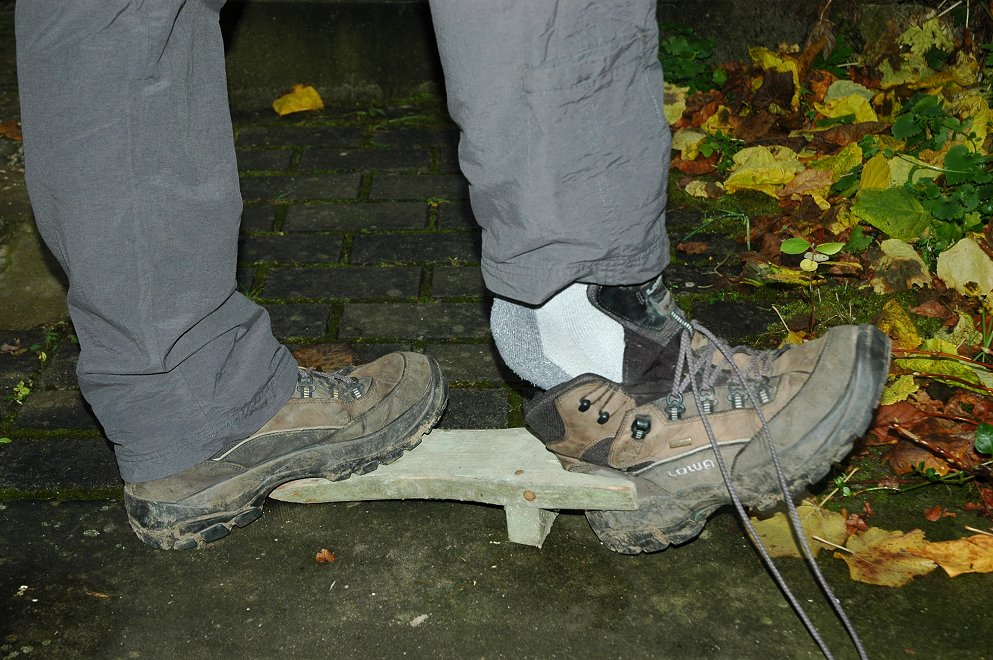
Stiefelknecht in Gebrauch

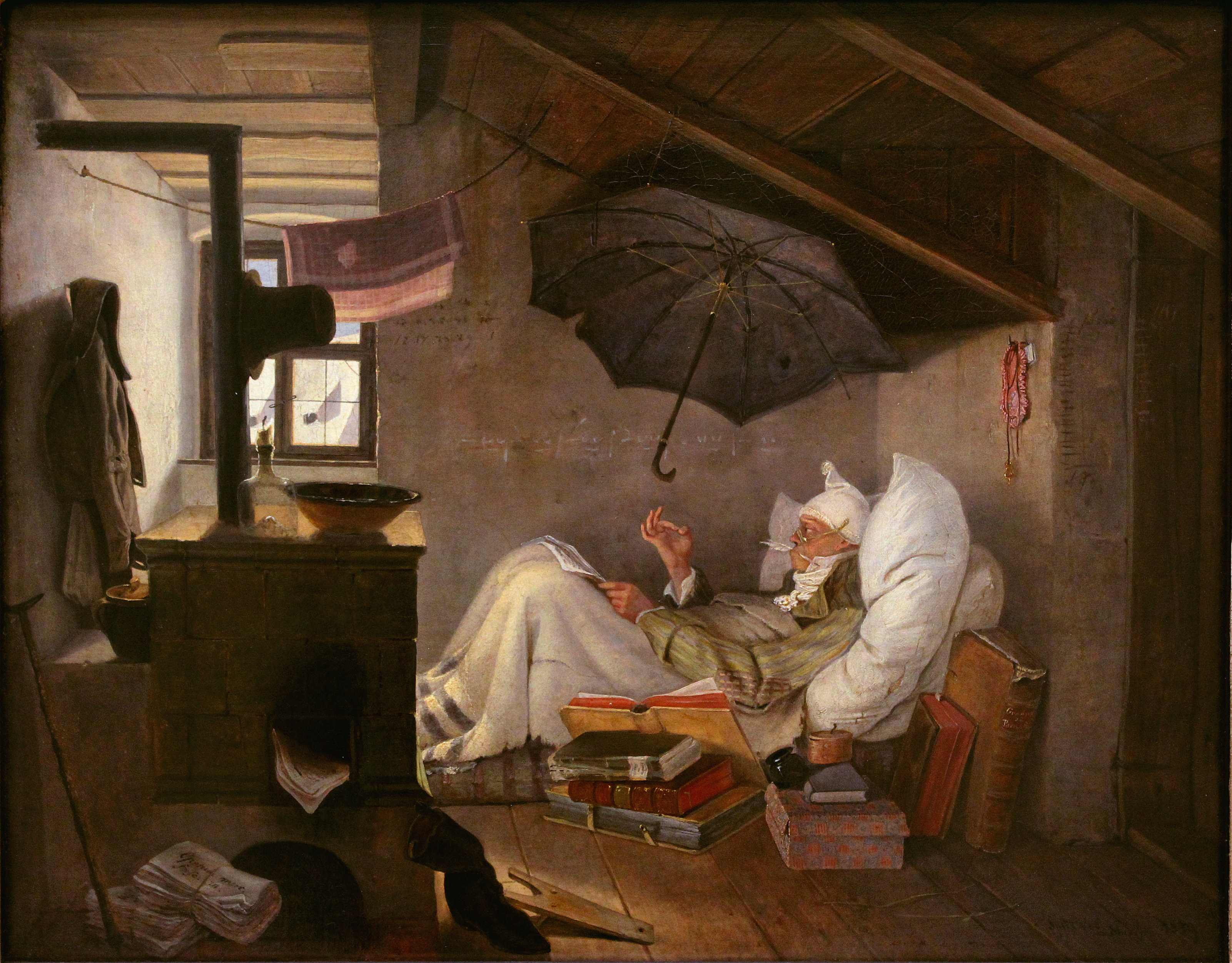
Der arme Poet, Ölgemälde von Carl Spitzweg, 1839

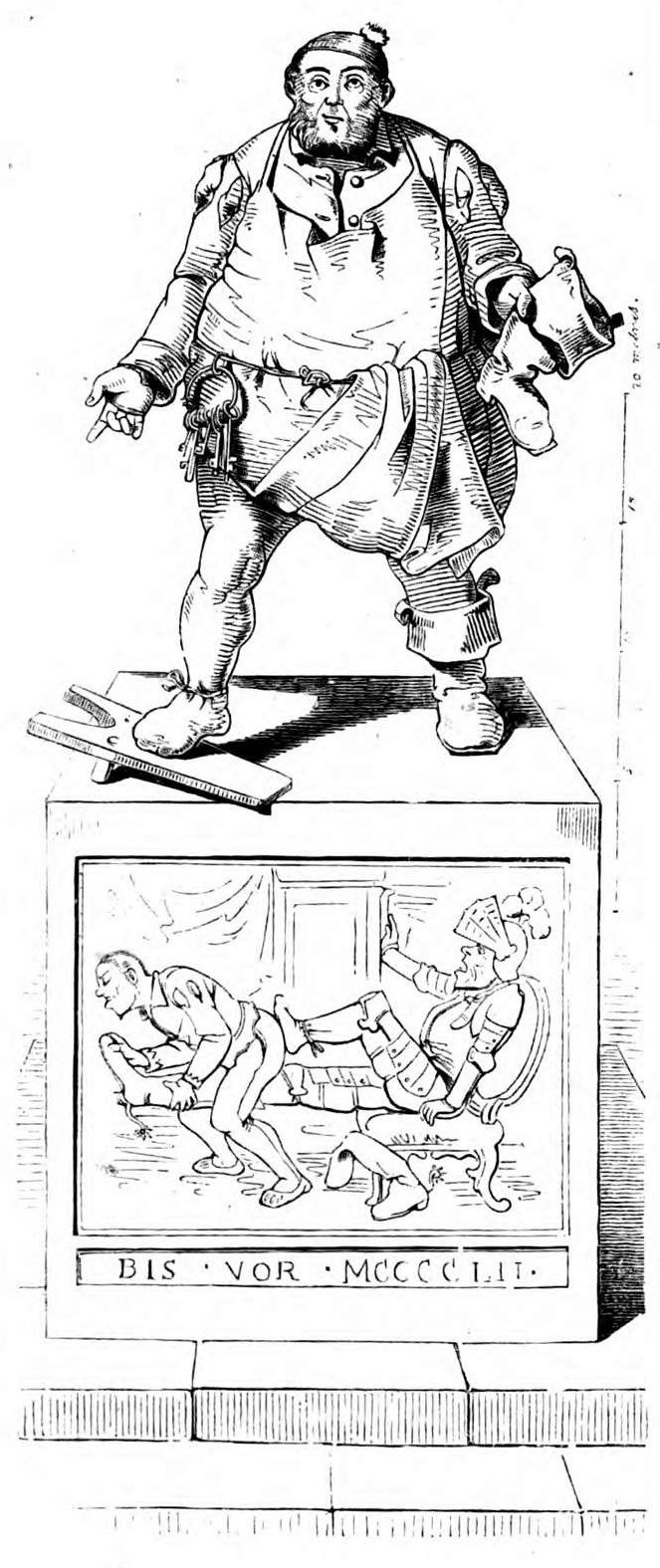
Stiefelknecht, Karikatur von Carl Spitzweg in der Wochenschrift Fliegende Blätter, 1845

Ein Stiefelknecht ist ein Hilfsmittel zum leichteren und zugleich schonenden Ausziehen von Stiefeln, die sich mangels eines Schuhverschlusses (Schnürung, Reißverschluss) nicht öffnen lassen und deshalb schwer vom Fuß zu streifen sind. Stiefelknechte können auch zum Ausziehen von Halbschuhen verwendet werden. Dies ist für Personen hilfreich, die in ihrer Beweglichkeit eingeschränkt sind.
Die Namensgebung ist auf einen Bediensteten zurückzuführen, der in früheren Zeiten beim Ausziehen der Stiefel behilflich war.

## Bauart
Der Stiefelknecht ist ein zur Benutzung auf den Boden gelegtes, durch eine Stütze an der Unterseite leicht schräg gestelltes stabiles Holzbrett (oder Platte aus Metall oder Kunststoff) mit einem U-förmigen Einschnitt an der erhöhten Schmalseite. In diesen Einschnitt führt man den am Fuß befindlichen Stiefel, der ausgezogen werden soll, mit der Fersenseite ein; mit dem anderen Fuß tritt man auf das Brett und hält es dadurch fest, während man den im Brett fixierten Stiefel durch Zug des Beins vom Fuß streift. Hierbei ist darauf zu achten, dass der Zug nicht zu stark ausgeübt wird, weil sonst der Absatz abreißen kann. Seltener sind Exemplare, bei denen an beiden Enden je ein Ausschnitt von unterschiedlichem Durchmesser angebracht ist, so dass man den Stiefelknecht wahlweise für größere und kleinere Stiefel benutzen kann.
Es gibt auch Stiefelknechte, die zugleich den Vorderschuh abstützen (angelsächsische Modelle). Dementsprechend wird der Stiefel in Knöchelhöhe seitlich in die Aussparung eines solchen Holzbretts eingeführt. Aufgrund der einfachen geometrischen Gestaltung dieses Hilfsmittels zum Stiefelausziehen dienen Stiefelknechte mit Aufdruck auch als Werbeträger oder werden künstlerisch verfremdet, zum Beispiel in Form eines stilisierten Stierkopfes, der zum Ausziehen der Stiefel das Fersenstück des Stiefels zwischen die „Hörner“ nimmt.
Manche Modelle haben einen senkrecht angebrachten Stiel, mit dessen Hilfe der Stiefelknecht von der Stelle, an der er bei Nichtgebrauch aufbewahrt wird, an den Benutzungsort getragen werden kann, ohne dass man sich zum Aufheben und Wiederabsetzen bücken muss. Zugleich dient der Stiel zum Festhalten und sorgt damit für einen sicheren Stand des Benutzenden beim Ausziehen des Stiefels.